# Kaia Wøien Nicolaisen
Kaia Wøien Nicolaisen (* 23. November 1990 in Trondheim) ist eine ehemalige norwegische Biathletin.

## Karriere
Kaia Wøien Nicolaisen lief ihre ersten internationalen Rennen 2007 im Rahmen der Junioren-Wettbewerbe des Biathlon-Europacups. Danach dauerte es drei Jahre, bis sie in Torsby im Rahmen der Biathlon-Juniorenweltmeisterschaften 2010 erneut internationale Rennen bestritt. Bei den Welttitelkämpfen der Junioren wurde die Norwegerin 12. im Einzel, Fünfte im Sprint, Sechste der Verfolgung und gewann mit Marie Hov und Synnøve Solemdal als Startläuferin der norwegischen Staffel hinter der Vertretung aus Russland und vor den Deutschen die Silbermedaille. Bei den Biathlon-Europameisterschaften 2010 wurde Nicolaisen in Otepää zunächst bei den Juniorenwettbewerben eingesetzt, wo sie im Einzel die Silbermedaille hinter Monika Hojnisz gewann, im Sprint als Fünfte und in der Verfolgung als Vierte knapp weitere Medaillen verpasste. Für die Staffel wurde sie in die Frauenmannschaft Norwegens berufen, wo sie mit Tiril Eckhoff, Fanny Horn und Synnøve Solemdal auf dem vierten Platz ebenfalls knapp eine Medaille verfehlte.
National gewann Nicolaisen bei den Norwegischen Meisterschaften 2009 in Lillehammer gemeinsam mit Fanny Horn und Julie Bonnevie-Svendsen als Vertretung der Region Oslo og Akershus den Titel im Staffelrennen. Im Jahr darauf gewann sie bei den Norwegischen Meisterschaften in Simostranda mit Eckhoff und Horn die Bronzemedaille.
Zum Ende der Saison 2017/18 beendete Nicolaisen ihre aktive Karriere als Leistungssportlerin.

## Statistiken

### Biathlon-Weltcup-Platzierungen
Die Tabelle zeigt alle Platzierungen (je nach Austragungsjahr einschließlich Olympische Spiele und Weltmeisterschaften).
- 1.–3. Platz: Anzahl der Podiumsplatzierungen
- Top 10: Anzahl der Platzierungen unter den ersten zehn (einschließlich Podium)
- Punkteränge: Anzahl der Platzierungen innerhalb der Punkteränge (einschließlich Podium und Top 10)
- Starts: Anzahl gelaufener Rennen in der jeweiligen Disziplin

| Platzierung         | Einzel | Sprint | Verfolgung | Massenstart | Staffel | Gesamt |
| ------------------- | ------ | ------ | ---------- | ----------- | ------- | ------ |
| 1. Platz            |        |        |            |             | 1       | 1      |
| 2. Platz            |        |        |            |             | 1       | 1      |
| 3. Platz            |        |        |            |             | 1       | 1      |
| Top 10              |        | 1      | 1          |             | 6       | 8      |
| Punkteränge         | 1      | 6      | 5          |             | 7       | 19     |
| Starts              | 7      | 15     | 9          |             | 7       | 38     |
| Stand: Karriereende |        |        |            |             |         |        |

### Weltcupsiege
| Nr. | Datum             | Ort       | Disziplin              |
| --- | ----------------- | --------- | ---------------------- |
| 1.  | 29. November 2015 | Östersund | Single-Mixed-Staffel 1 |

### Weltmeisterschaften
Ergebnisse bei Biathlon-Weltmeisterschaften:
| Weltmeisterschaft | Weltmeisterschaft | Einzel | Sprint | Verfolgung | Massenstart | Staffel | Mixedstaffel |
| Jahr              | Ort               | Einzel | Sprint | Verfolgung | Massenstart | Staffel | Mixedstaffel |
| ----------------- | ----------------- | ------ | ------ | ---------- | ----------- | ------- | ------------ |
| 2016              | Oslo              | 72.    | –      | –          | –           | –       | –            |
| 2017              | Hochfilzen        | 47.    | 45.    | 21.        | –           | 11.     | –            |